# Vasiliki Alexandri
Vasiliki Alexandri, född 15 september 1997 i Maroúsi i Grekland, är en österrikisk konstsimmare. Även hennes trillingsystrar Eirini-Marina och Anna-Maria är konstsimmare.

## Karriär
Alexandri föddes i Grekland men flyttade senare till Österrike och fick medborgarskap den 3 juni 2014.
I augusti 2022 vid EM i Rom tog Alexandri brons i det fria soloprogrammet och det tekniska soloprogrammet. I juli 2023 vid VM i Fukuoka tog hon silver i både damernas tekniska soloprogram och fria soloprogram.
Vid konstsim-EM 2025 i Funchal tog Alexandri guld i det tekniska soloprogrammet.